# James B. Busey IV.

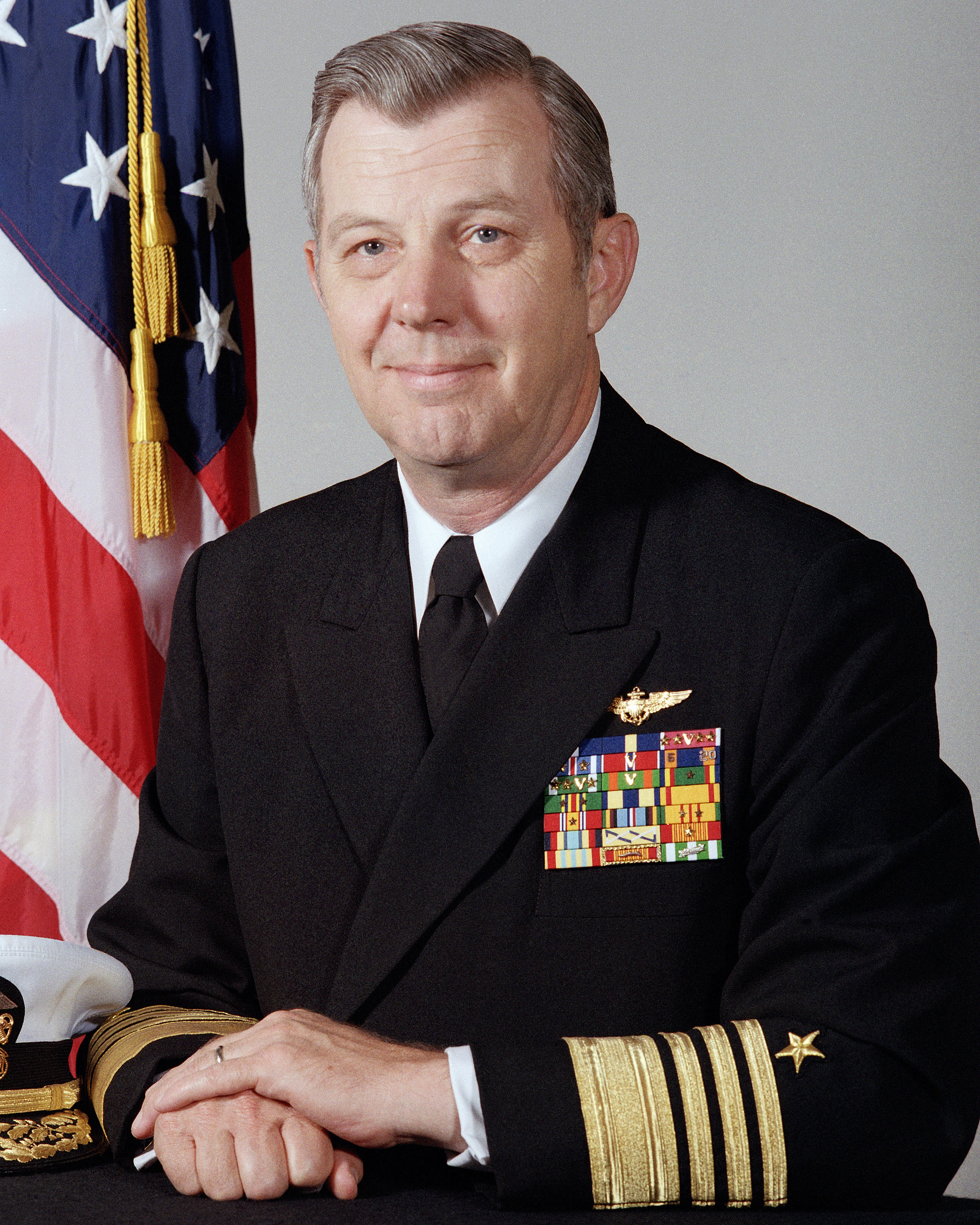
Admiral James B. Busey IV.

James Buchanan Busey (* 2. Oktober 1932 in Peoria, Illinois; † 21. April 2023 in Lincoln, Kalifornien) war ein Admiral der US Navy und Politiker, der unter anderem zwischen 1985 und 1987 Vize-Chef des Stabes der Marine (Vice Chief of Naval Operations), von 1987 bis 1989 Oberkommandierender der US-Marinestreitkräfte in Europa NAVEUR (US Naval Forces Europe), zwischen 1989 und 1991 Leiter der Bundesluftfahrtbehörde FAA (Federal Aviation Administration) sowie von 1991 bis 1992 kommissarischer Verkehrsminister (Acting US Secretary of Transportation) war.

## Leben

### Militärische Ausbildung und Vietnamkrieg
Busey begann nach dem Schulbesuch im Januar 1952 eine Offiziersausbildung und erhielt seine Grundausbildung auf dem Marinefliegerstützpunkt Great Lakes. Im März 1953 begann er mit seiner Ausbildung zum Marineflieger (Aviation Cadet Training Program) auf dem Marinefliegerstützpunkt Naval Air Station Pensacola. Er fand nach deren Abschluss zahlreiche Verwendungen innerhalb der US Navy wie zum Beispiel auf den Marinefliegerstützpunkten Cecil Field und Jacksonville. Im Juli 1964 begann er ein Studium an der Naval Postgraduate School (NPS) in Monterey und erwarb dort sowohl einen Bachelor (B.Sc.) als einen Master of Science (M.Sc.).
Während des Vietnamkrieges diente er als Korvettenkapitän sowie Pilot der auf dem Flugzeugträger Oriskany stationierten Angriffsstaffel 163 und wurde als Führer einer aus sechs Flugzeugen bestehenden Gruppe für einen Einsatz in Nordvietnam mit dem Navy Cross ausgezeichnet, der höchsten Auszeichnung, die vom Department of the Navy vergeben wird. Darüber hinaus erhielt er drei Mal das Distinguished Flying Cross. Im weiteren Verlauf des Vietnamkrieges war er zwischen dem 25. Oktober 1969 und dem 26. Oktober 1970 als Fregattenkapitän Planungsoffizier der Angriffskräfte der Siebten US-Flotte (US Seventh Fleet) und bekam hierfür erstmals den Legion of Merit verliehen. Für seine Verdienste im gesamten Vietnamkrieg wurde er daneben mit der Bronze Star Medal mit dem Zusatz Combat „V“ sowie 22 Mal mit der Air Medal dekoriert. Er war ferner Kommandeur der Angriffsstaffel 125, den sogenannten Rough Raiders.

### Aufstieg zum Admiral
Von Mai 1972 bis März 1974 war Kapitän zur See Busey Mitarbeiter des Referats für Streitkräfteprojekte (Projection Forces Branch) der Abteilung Systemanalyse (Systems Analysis Division) im Büro des Chef des Marinestabes (Office of the Chief of Naval Operations). Aufgrund seiner Verdienste in dieser Zeit, in der er sich insbesondere mit der Verwendung von Vought A-7-Kampfflugzeugen in Bereitschaftsgeschwadern (Readiness Squadron) befasste, erhielt er einen Goldenen Stern anstatt eines weiteren Legion of Merit. Er war des Weiteren von Oktober 1975 bis Januar 1978 Kommandant (Commanding Officer) des Marinefliegerstützpunktes Naval Air Station Lemoore in Kalifornien. Aufgrund seiner Leistungen bei der Maximierung der Unterstützung der Optimierung der operativen Bereitschaft der Staffeln des Leichten Angriffsgeschwaders der US-Pazifikflotte (US Pacific Fleet) wurde ihm ein zweiter Goldener Stern anstelle eines dritten Legion of Merit verliehen.
Im April 1978 wurde Busey Flottillenadmiral und war bis Juni 1980 Leiter des Rechnungsprüfungsamtes der Marine (Auditor General of the Navy). Für seine Verdienste um die Verbesserung des Rechnungsprüfungsamtes der Marine (Naval Audit Service) zeichnete man ihn mit einem dritten Goldenen Stern anstelle eines vierten Legion of Merit aus. Danach fungierte er zwischen Juli 1980 und September 1982 als stellvertretender Chef des Marinematerialkommandos und war dort für Ressourcenmanagement zuständig. Auch für die Verdienste in dieser Zeit erhielt er einen vierten Goldenen Stern anstelle eines fünften Legion of Merit
Zwischen Juli 1983 und August 1985 war Vizeadmiral Busey Kommandeur des Marinefliegerunterstützungskommandos NAVAIR (Naval Air Systems Command), dass für die materielle Versorgung der Flugzeuge und Waffensysteme der US Navy verantwortlich ist, und bekam für seine Verdienste in dieser Verwendung die Navy Distinguished Service Medal verliehen. Dabei gelang ihm insbesondere eine Reduzierung der Entwicklungskosten für das Kampfflugzeug Grumman F-14D, der Modifizierung des Kampfflugzeuges Grumman A-6E, des Kipprotor-Wandelflugzeuges Bell-Boeing V-22 sowie des Trainingssystemprogramms für die T-45 Goshawk.
Im September 1985 wurde Busey als Admiral Nachfolger von Admiral Ronald J. Hays in der Funktion des Vize-Chefs des Stabes der Marine (Vice Chief of Naval Operations). Diesen Posten hatte er bis März 1987 inne und wurde danach von Admiral Huntington Hardisty abgelöst. Für seine langjährigen Verdienste wurde er ferner zwei Mal mit der Defense Distinguished Service Medal sowie einem Bronzenen Eichenblattzweig anstatt einer zweiten Navy Distinguished Service Medal geehrt.
Zuletzt löste Admiral Busey im März 1987 Admiral Arthur S. Moreau, Jr. als Oberkommandierender der US-Marinestreitkräfte in Europa NAVEUR (US Naval Forces Europe) ab und verblieb auf diesem Posten bis zu seinem Ausscheiden aus dem aktiven Militärdienst im Mai 1989, woraufhin Admiral Jonathan T. Howe seine Nachfolge antrat. Er war zwischen März 1987 und Mai 1989 zugleich in Personalunion Oberkommandierender der Alliierten Streitkräfte der NATO in Südeuropa (Commander-in-Chief Allied Forces Southern Europe) sowie seit Februar 1989 zudem auch Kommandeur der US-Streitkräfte im Ostatlantik (US Commander Eastern Atlantic). Er wurde für seine Leistungen mit weiteren Bronzenen Eichenblattzweigen anstelle eines dritten Defense Distinguished Service Medal sowie anstatt einer dritten Navy Distinguished Service Medal ausgezeichnet.

### FAA-Administrator und kommissarischer Verkehrsminister
Nach seinem Eintritt in den Ruhestand löste Busey am 30. Juni 1989 T. Allan McArtor als Leiter der Bundesluftfahrtbehörde FAA (Federal Aviation Administration) und bekleidete dieses Amt bis zum 4. Dezember 1991, ehe am 27. Juni 1992 Thomas C. Richards seine Nachfolge antrat.
Danach wurde er 1991 als Nachfolger von Elaine Chao stellvertretender Verkehrsminister (Deputy Secretary of Transportation). Als solcher wurde er am 14. Dezember 1991 kommissarischer Verkehrsminister (Acting US Secretary of Transportation), nachdem der bisherige Amtsinhaber Samuel K. Skinner im Rahmen einer Kabinettsumbildung Stabschef des Weißen Hauses geworden war. Diesen Posten hatte er bis zum 23. Februar 1992 inne, woraufhin Andrew Card am 24. Februar 1992 neuer Verkehrsminister wurde.
Im Anschluss wechselte Busey als Mitglied in den Vorstand des Flugzeugbauunternehmens Curtiss-Wright, dem er bis 2008 angehörte.

## Auszeichnungen
- Navy Cross
- Defense Distinguished Service Medal (3×)
- Navy Distinguished Service Medal (3×)
- Legion of Merit (5×)
- Distinguished Flying Cross (3×)
- Bronze Star Medal mit Zusatz Combat „V“
- Air Medal (22×)